# Eurhynchium oreganum
Eurhynchium oreganum là một loài Rêu trong họ Brachytheciaceae. Loài này được (Sull.) A. Jaeger mô tả khoa học đầu tiên năm 1878.